# Parafia św. Jana Chrzciciela w Łaszewie
Parafia św. Jana Chrzciciela w Łaszewie – parafia rzymskokatolicka znajdująca się w archidiecezji częstochowskiej, w dekanacie Wieluń – św. Wojciecha.
Parafia w Łaszewie istniała już w roku 1459. W 1813 r. została włączona do Mierzyc. 20 lutego 1989 r. bp Stanisław Nowak erygował wikariat terenowy, a 16 lutego 1991 r. – parafię. Znajduje się tutaj jeden z najcenniejszych kościółków drewnianych w Polsce zaliczany do grupy drewnianych kościółków wieluńskich.

## Proboszczowie
- ks. Eugeniusz Bubak (1991)[2]
- ks. Stanisław Ambroży (1992)[2]
- ks. kan. Stanisław Sudoł (1992–2004)[2]
- ks. Dariusz Tuczapski (2004–2016)[2]
- ks. Wojciech Drobiec (2016–2020)
- ks. Grzegorz Kośny (od 2020)